# (5897) Novotná
(5897) Novotná es un asteroide perteneciente al cinturón de asteroides, región del sistema solar que se encuentra entre las órbitas de Marte y Júpiter, más concretamente a la familia de Astrea, descubierto el 29 de septiembre de 1984 por Antonín Mrkos desde el Observatorio Kleť, České Budějovice, República Checa.

## Designación y nombre
Designado provisionalmente como 1984 SZ1. Fue nombrado Novotná en homenaje a Jarmila Novotná-Daubková, cantante de ópera checa, que vivió en los Estados Unidos desde 1948, donde estuvo comprometida en la Metropolitan Opera de Nueva York durante 16 temporadas. También es conocida por The Songs of Lidice, una selección de canciones populares checas y moravas, que grabó con Jan Masaryk en 1942.

## Características orbitales
Novotná está situado a una distancia media del Sol de 2,576 ua, pudiendo alejarse hasta 3,043 ua y acercarse hasta 2,110 ua. Su excentricidad es 0,180 y la inclinación orbital 3,178 grados. Emplea 1510,91 días en completar una órbita alrededor del Sol.

## Características físicas
La magnitud absoluta de Novotná es 13,4. Tiene 5,419 km de diámetro y su albedo se estima en 0,218. 